# Ragnar Tveiten
Ragnar Tveiten (Veggli, 27 de noviembre de 1938) es un deportista noruego que compitió en biatlón. Ganó seis medallas en el Campeonato Mundial de Biatlón entre los años 1966 y 1973.
Participó en tres Juegos Olímpicos de Invierno, entre los años 1964 y 1972, ocupando el cuarto lugar en Innsbruck 1964, en la prueba individual.

## Palmarés internacional
| Campeonato Mundial | Campeonato Mundial           | Campeonato Mundial | Campeonato Mundial |
| Año                | Lugar                        | Medalla            | Prueba             |
| ------------------ | ---------------------------- | ------------------ | ------------------ |
| 1966               | Garmisch-Partenkirchen (RFA) | Medalla de oro     | Relevos            |
| 1967               | Altenberg (RDA)              | Medalla de oro     | Relevos            |
| 1969               | Zakopane (Polonia)           | Medalla de plata   | Relevos            |
| 1970               | Östersund (Suecia)           | Medalla de plata   | Relevos            |
| 1971               | Hämeenlinna (Finlandia)      | Medalla de plata   | Relevos            |
| 1973               | Lake Placid (Estados Unidos) | Medalla de plata   | Relevos            |